# Lidrezing
Lidrezing est une commune française située dans le département de la Moselle, en région Grand Est.

## Géographie
La commune fait partie du parc naturel régional de Lorraine.

### Communes limitrophes
| Zarbeling | Rodalbe     | Bénestroff          |
|           | Lidrezing   |                     |
| Wuisse    | Guébestroff | Guébling Vergaville |

### Écarts et lieux-dits
- Dordal ; Fériendal ; Kutzeling.

### Hydrographie
La commune est située dans le bassin versant du Rhin au sein du bassin Rhin-Meuse. Elle est drainée par le ruisseau de Banvoie, le ruisseau de la Flotte et le ruisseau le Spin.
Le ruisseau de Banvoie, d'une longueur totale de 10 km, prend sa source dans la commune  et se jette  dans le ruisseau de la Flotte à Château-Voué, après avoir traversé cinq communes.
Le ruisseau de la Flotte, d'une longueur totale de 11 km, prend sa source dans la commune  et se jette  dans la Petite Seille à Hampont en limite avec Burlioncourt, après avoir traversé cinq communes.
Le Spin, d'une longueur totale de 14 km, prend sa source dans la commune  et se jette  dans la Seille à Dieuze en limite avec Val-de-Bride, après avoir traversé sept communes.

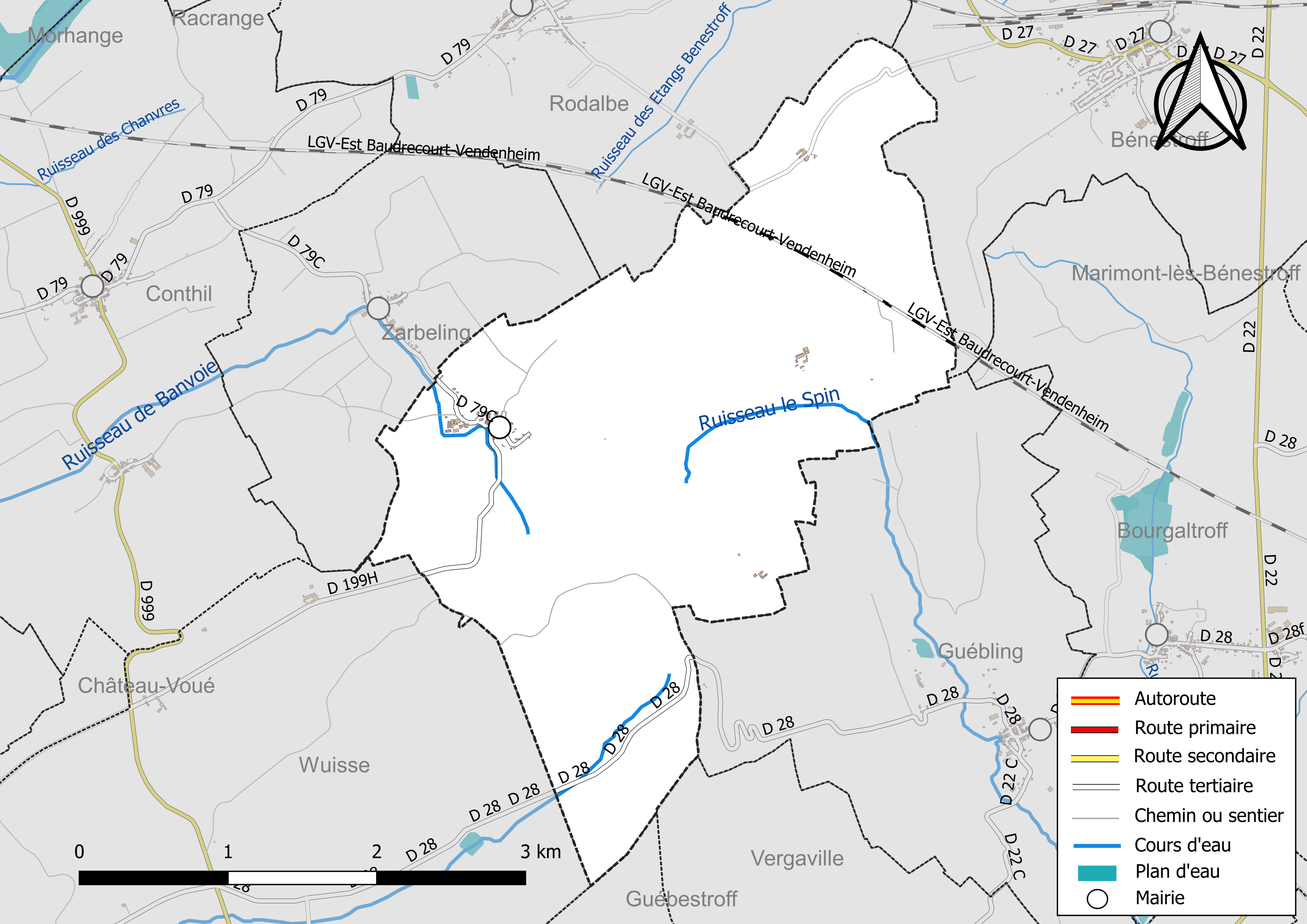
Réseaux hydrographique et routier de Lidrezing.

La qualité du ruisseau de Banvoie, du ruisseau de la Flotte et du ruisseau le Spin peut être consultée sur un site spécial géré par les agences de l'eau et l'Agence française pour la biodiversité.

### Climat
Pour des articles plus généraux, voir Climat du Grand Est et Climat de la Moselle.
En 2010, le climat de la commune est de type climat des marges montargnardes, selon une étude du Centre national de la recherche scientifique s'appuyant sur une série de données couvrant la période 1971-2000. En 2020, Météo-France publie une typologie des climats de la France métropolitaine dans laquelle la commune est exposée à un climat semi-continental et est dans la région climatique  Lorraine, plateau de Langres, Morvan, caractérisée par un hiver rude (1,5 °C), des vents modérés et des brouillards fréquents en automne et hiver. 
Pour la période 1971-2000, la température annuelle moyenne est de 9,6 °C, avec une amplitude thermique annuelle de 16,9 °C. Le cumul annuel moyen de précipitations est de 941 mm, avec 12,4 jours de précipitations en janvier et 10,1 jours en juillet. Pour la période 1991-2020, la température moyenne annuelle observée sur la station météorologique de Météo-France la plus proche, « Rodalbe », sur la commune de Rodalbe à 3 km à vol d'oiseau, est de 10,6 °C et le cumul annuel moyen de précipitations est de 737,2 mm. 
La température maximale relevée sur cette station est de 38,7 °C, atteinte le 24 juillet 2019 ; la température minimale est de −18,1 °C, atteinte le 26 décembre 2010,,. 
Les paramètres climatiques de la commune ont été estimés pour le milieu du siècle (2041-2070) selon différents scénarios d'émission de gaz à effet de serre à partir des nouvelles projections climatiques de référence DRIAS-2020. Ils sont consultables sur un site spécial publié par Météo-France en novembre 2022.

## Urbanisme

### Typologie
Au 1er janvier 2024, Lidrezing est catégorisée commune rurale à habitat dispersé, selon la nouvelle grille communale de densité à sept niveaux définie par l'Insee en 2022.
Elle est située hors unité urbaine. Par ailleurs la commune fait partie de l'aire d'attraction de Morhange, dont elle est une commune de la couronne,. Cette aire, qui regroupe 22 communes, est catégorisée dans les aires de moins de 50 000 habitants,.

### Occupation des sols
L'occupation des sols de la commune, telle qu'elle ressort de la base de données européenne d’occupation biophysique des sols Corine Land Cover (CLC), est marquée par l'importance des territoires agricoles (58,3 % en 2018), en augmentation par rapport à 1990 (57 %). La répartition détaillée en 2018 est la suivante : 
forêts (41,7 %), terres arables (36,6 %), prairies (18,4 %), zones agricoles hétérogènes (3,4 %). L'évolution de l’occupation des sols de la commune et de ses infrastructures peut être observée sur les différentes représentations cartographiques du territoire : la carte de Cassini (XVIIIe siècle), la carte d'état-major (1820-1866) et les cartes ou photos aériennes de l'IGN pour la période actuelle (1950 à aujourd'hui).

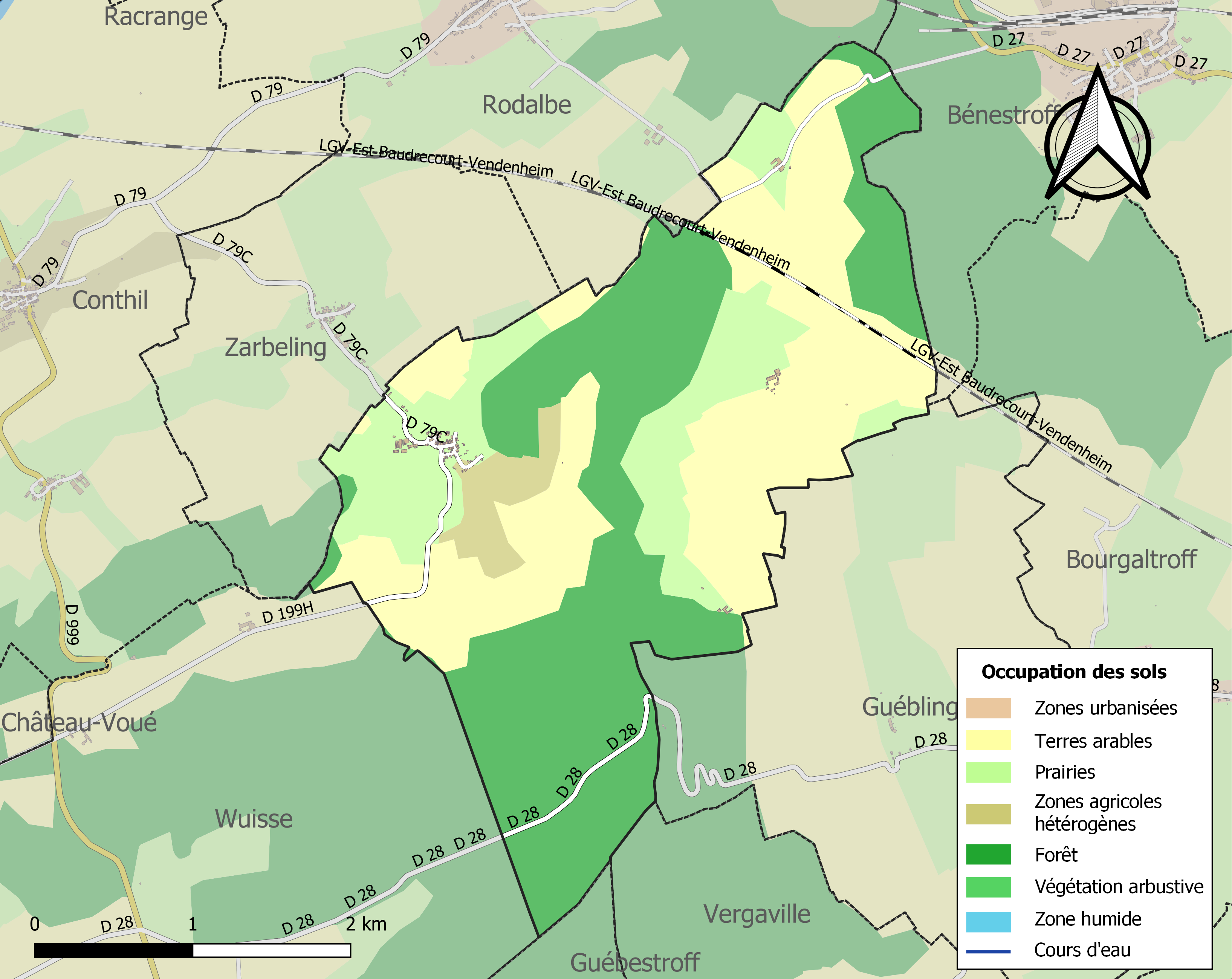
Carte des infrastructures et de l'occupation des sols de la commune en 2018 (CLC).

## Toponymie
- D'un nom de personne germanique, Leudric[17], suivi du suffixe -ingen puis -ing.
- Lidersingen (1130)[17], Ludresingen et Ludresing (1553), Luresingen et Liedersingen (1559), Lindrexin (1719)[18], Lidrezing (1793), Liedersingen (1871-1918).
- Fériendal : Ferienthall (1782), Ferondal et Fériondal (Cassini).

## Histoire
Ancien domaine de l'abbaye de Granfthal, qui passa au comte palatin en 1552, dans la seigneurie de Morhange.  Détruit au cours de la guerre de Trente Ans.

## Politique et administration
| Période                                  | Période   | Identité            | Étiquette | Qualité |
| ---------------------------------------- | --------- | ------------------- | --------- | ------- |
| Les données manquantes sont à compléter. |           |                     |           |         |
| mars 1971                                | mars 1995 | Charles Dehand      |           |         |
| mars 1995                                | ?         | Hubert Genin        |           |         |
| mai 2020                                 | En cours  | Pascal Durrenberger |           |         |

## Démographie
L'évolution du nombre d'habitants est connue à travers les recensements de la population effectués dans la commune depuis 1793. Pour les communes de moins de 10 000 habitants, une enquête de recensement portant sur toute la population est réalisée tous les cinq ans, les populations de référence des années intermédiaires étant quant à elles estimées par interpolation ou extrapolation. Pour la commune, le premier recensement exhaustif entrant dans le cadre du nouveau dispositif a été réalisé en 2004.

En 2022, la commune comptait 83 habitants, en évolution de −3,49 % par rapport à 2016 (Moselle : +0,52 %, France hors Mayotte : +2,11 %).
| 1793 | 1800 | 1806 | 1821 | 1831 | 1836 | 1841 | 1846 | 1851 |
| ---- | ---- | ---- | ---- | ---- | ---- | ---- | ---- | ---- |
| 213  | 220  | 214  | 255  | 297  | 334  | 327  | 304  | 307  |

| 1856 | 1861 | 1871 | 1875 | 1880 | 1885 | 1890 | 1895 | 1900 |
| ---- | ---- | ---- | ---- | ---- | ---- | ---- | ---- | ---- |
| 258  | 264  | 222  | 208  | 297  | 184  | 188  | 202  | 193  |

| 1905 | 1910 | 1921 | 1926 | 1931 | 1936 | 1946 | 1954 | 1962 |
| ---- | ---- | ---- | ---- | ---- | ---- | ---- | ---- | ---- |
| 194  | 176  | 188  | 164  | 155  | 150  | 109  | 119  | 131  |

| 1968 | 1975 | 1982 | 1990 | 1999 | 2004 | 2006 | 2009 | 2014 |
| ---- | ---- | ---- | ---- | ---- | ---- | ---- | ---- | ---- |
| 128  | 102  | 92   | 76   | 81   | 90   | 98   | 89   | 90   |

| 2019 | 2022 | - | - | - | - | - | - | - |
| ---- | ---- | - | - | - | - | - | - | - |
| 85   | 83   | - | - | - | - | - | - | - |

## Culture locale et patrimoine

### Lieux et monuments
- Cimetière militaire français.

#### Édifice religieux
- Église Saint-Gengoulf 1626, refaite en 1735 : clocher roman rond du XIIe siècle.

### Héraldique
| Blason de Lidrezing | Blason  | D'azur à la bande d'argent chargée d'une croix pattée de gueules et accostée de deux pommes de pin de sinople, la bande accompagnée à senestre d'un globe croiseté d'or et cintré de sable. |
| Blason de Lidrezing | Détails | Le statut officiel du blason reste à déterminer. |